# Runemagick
Runemagick är ett svenskt death-/doom metalband, bildat 1990. Bandets huvudsakliga hemort är sedan 2009 i Ljungskile där det också en gång startades tidigt 90-tal.

## Medlemmar

### Nuvarande medlemmar
- Nicklas Rudolfsson - gitarr, sång (1996-) | trummor, gitarr (1990-1993)
- Jonas Blom - gitarr (2018-), trummor live (1998-1999)
- Emma Rudolfsson - bas (2000-)
- Daniel Moilanen - trummor (2000-)

### Tidigare medlemmar
- Robert Pehrsson – gitarr, sång (1990-1993)
- Tomas “Offensor” Eriksson – gitarr (2002-2003)
- Peter Palmdahl – bas (1996-1997)
- Jonas Blom – trummor (1998-1999)
- Fredrik Johnsson – bas (1997-1998) | gitarr (1998-2001)
- Alex Losbäck – live bas (1992)
- Johan Norman – live gitarr (1992)
- Stefan Rodin – live bas (1992)

## Diskografi
- Beyond the Cenotaph of Mankind (LP - 2023)
- Into Desolate Realms (LP - 2019)
- The Opening Of Dead Gates (EP - 2019)
- Evoked From Abysmal Sleep (LP - 2018)
- Dawn of the End (CD - 2007 Aftermath Music)
- The Northern Lights (Split CD - 2007 Aftermath Music)
- Invocation of Magick (CD - 2006 Aftermath Music)
- Black Magick Sorceress (10" - 2006 Aftermath Music)
- Realm of Living Dead - Live 2003 (Digital mp3 - 2006 Eternal Dark Productions)
- Envenom (CD, LP - 2005 Aftermath Music)
- On Funeral Wings (CD - 2004 Aftermath Music)
- Darkness Death Doom / The Pentagram (2CD, CD - 2003 Aftermath Music)
- Doomed by Death (7" - 2002 Aftermath Music)
- Moon of the Chaos Eclipse (CD, 10″ pic LP – 2002 Aftermath Music)
- Requiem of the Apocalypse (CD, LP, Cass – 2002 Aftermath Music)
- Sepulchral Realms (CDr – 2001 RFTUP)
- Dark Live Magick (LP – 2001 Bloodstone Entertainment)
- Ancient Incantations (7″ EP – 2001 Aftermath Music)
- Resurrection in Blood (CD – 2000 Century Media Records)
- Enter the Realm of Death (CD – 1999 Century Media Records)
- The Supreme Force of Eternity (CD – 1998 Century Media Records)
- Dark Magick Promo (Cass – 1997 Century Media Records)
- Necrolive (Cass – 1992)
- Fullmoon Sodomy (Cass, 7″ – 1992)
- Rehearsal (Cass – 1991)
- Promo Demon (Cass – 1991)